# Liu Xin (bádminton)
Liu Xin (en chino: 刘鑫; Nanshan, 11 de junio de 1990) es una deportista china que compitió en bádminton. En los Juegos Asiáticos de 2014 consiguió una medalla de oro en la prueba de equipo.

## Palmarés internacional
| Juegos Asiáticos | Juegos Asiáticos        | Juegos Asiáticos | Juegos Asiáticos |
| Año              | Lugar                   | Medalla          | Prueba           |
| ---------------- | ----------------------- | ---------------- | ---------------- |
| 2014             | Incheon (Corea del Sur) | Medalla de oro   | Equipo           |